# Disentis/Mustér
Disentis/Mustér (germ. Disentis, retoroman. Mustér; din 1963 oficial "Disentis/Mustér") este o comunitate politică situată în districtul Surselva, cantonul Graubünden, Elveția.

## Date geografice
Localitatea se află la altitudinea de 1.130 m, are suprafața de 90.98 km² și avea în 2009, 2.121 loc.
În apropiere de comună se află centrul balnear și al sporturilor de iarnă Cadi, care este amplasat la confluența râurilor Rinului Medel cu Rinul Anterior.
De comună aparțin localitățile Segnas, Mompé Medel și Cavardiras.

## Istoric

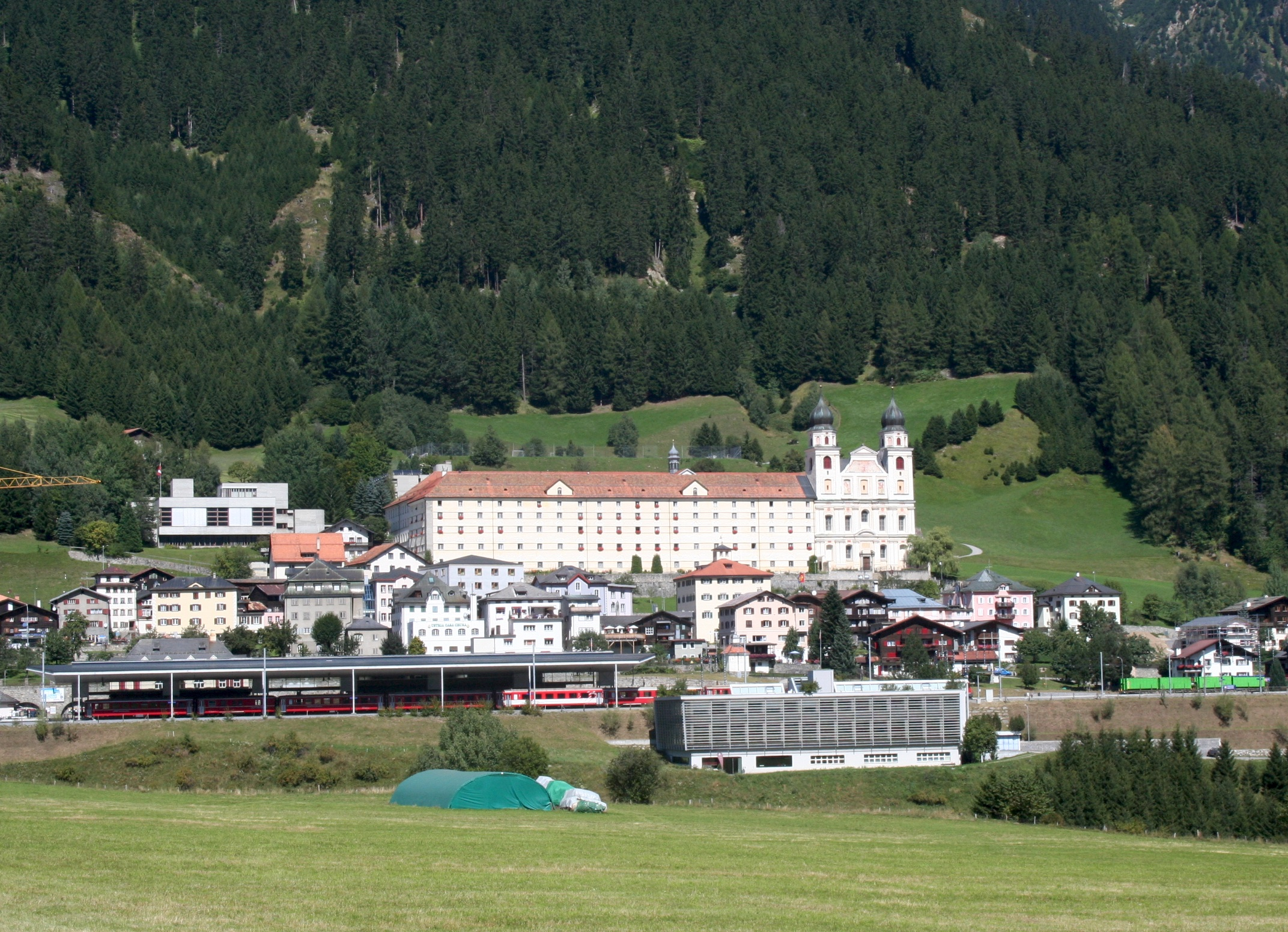
Gara CF și mănăstirea Disentis

După întemeierea mănăstirii Disentis, prin 720, Disentis devine în perioada evului mediu un centru politic și cultural al regiunii care devine ulterior cantonul Graubünden. Prin 1870 apar primele hoteluri, iar din 1909 tratamentul cu radon de la S. Placidus, a contribuit la dezvoltarea turismului.

## Economie și transport
Regiunea din jurul comunei este o atracție turistică prin posibilitatea care le oferă drumeției și sporturilor de iarnă. In Disentis se bifurcă șoseaua spre Pasul Lucomagno (Lukmanierpass) și spre Pasul Oberalp. Tot  aici este capul de linie a căilor ferate "Ferrovia retica" (Rhätische Bahn) și Calea ferată Matterhorn-Gotthard.